# Hauerland

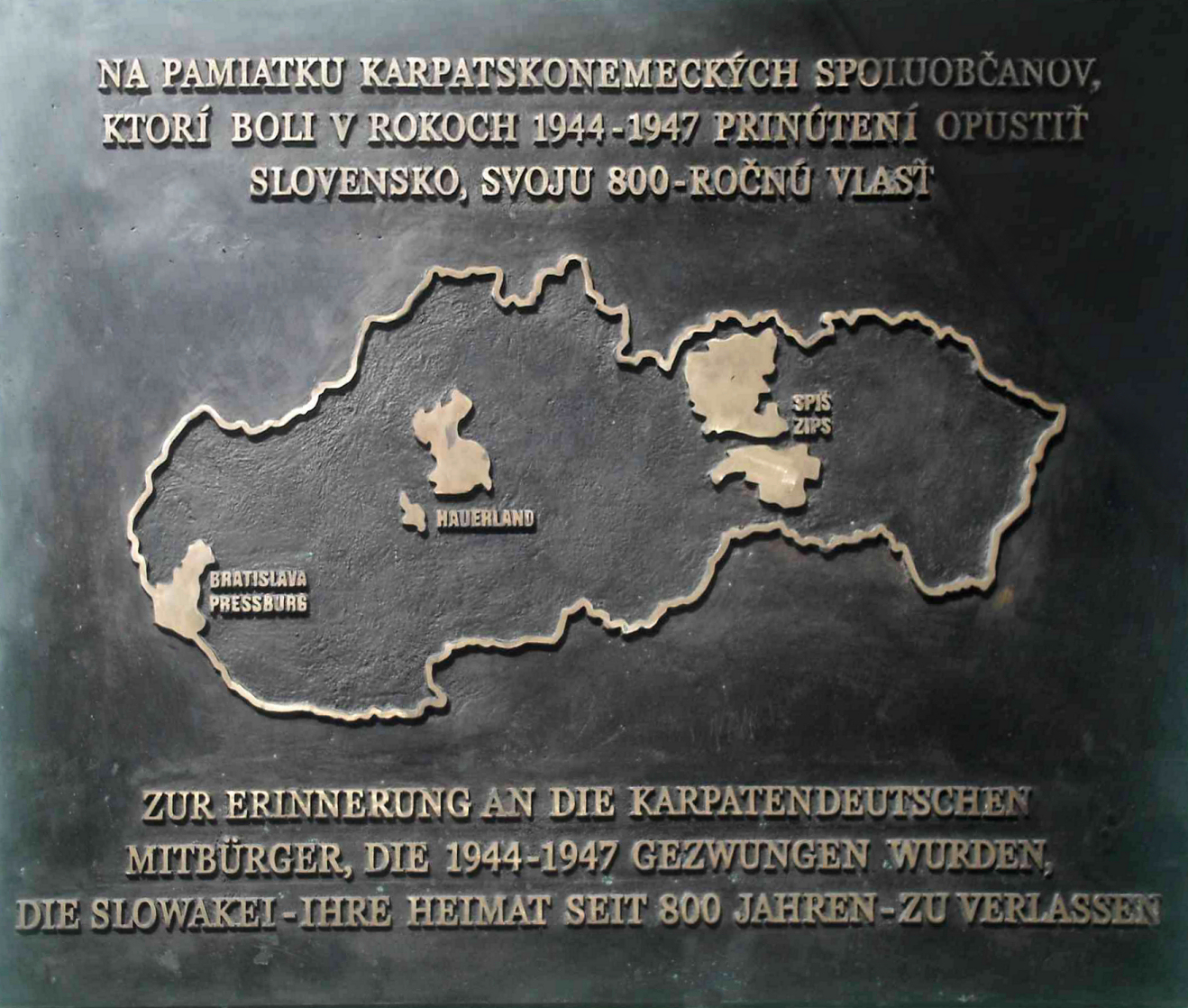
Tablica pamiątkowa poświęcona Niemcom karpackim, z zaznaczonymi wyspami językowami z Hauerlandem pośrodku

Hauerland (też niem. Kremnitz-Deutschprobner Sprachinsel) – określenie niemieckiej wyspy językowej istniejącej od XIV wieku do roku 1945 na obszarze współczesnej środkowej Słowacji, wokół miast Kremnica (niem. Kremnitz) i Nitrianske Pravno (niem. Deutschproben, począwszy od XIV wieku, głównie w formie wsi leśno-łanowych. Nazwa Hauerland została spopularyzowana w latach 30. XX wieku m.in. przez Ambrosa Grosza, prawdopodobnie wymyślona przez Josefa Hanikę. Wywodzi się od końcówki nazw -hau nadawanej miejscowościom powstałym wskutek wyrębu lasu (Krickerhau, Neuhau, Drexlerhau itd.).

## Spis miejscowości
Do 1945 niemiecki charakter językowy zachowały 24 gminy:
| - Brieštie (Bries) - Hadviga (Hedwig) - Handlová (Krickerhau) - Nová Lehota (Neuhau) - Chvojnica (Fundstollen) - Horná Štubňa (Oberstuben) - Janova Lehota (Drexlerhau) - Kľačno (Gaidel) - Kopernica (Deutsch Litta) - Krahule (Blaufuss) - Kremnica (Kremnitz) - Kremnické Bane (Johannesberg) | - Kunešov (Kuneschhau) - Lúčky (Honneshau) - Malinová (Zeche) - Nitrianske Pravno (Deutsch Proben) - Vyšehradné (Beneschhau) - Solka (Bettelsdorf) - Píla (Paulisch) - Sklené (Glaserhau) - Turček (Turz) - Tužina (Schmiedshau) - Veľké Pole (Hochwies) - Vrícko (Münnichwies) |  |